# Blanchard (Wisconsin)
Blanchard è un comune degli Stati Uniti, situato in Wisconsin, nella Contea di Lafayette.